# Aiken Creek (Antarktika)
Koordinaten: 77° 36′ S, 163° 17′ O
Der Aiken Creek ist ein 6 km langer Gletscherbach im Taylor Valley des ostantarktischen Viktorialands. Sein Quellgebiet ist der Aiken-Gletscher, von dem er in nördliche Richtung zum Many Glaciers Pond und dann westlich zum Fryxellsee fließt. Der Fluss wird zudem gespeist von einem Teil des Schmelzwassers des Wales-Gletschers.
Benannt ist der Fluss nach dem US-amerikanischen Hydrologen George Richard Aiken, der für den United States Geological Survey zwischen 1987 und 1991 an Feldforschungen zum Flusssystem des Fryxellsees beteiligt war.